# Écriennes
Écriennes est une commune française, située dans le département de la Marne en région Grand Est.

## Géographie

### Localisation
Écriennes se trouve au sud-est du département de la Marne, en région Grand Est. La commune appartient à la région agricole du Perthois.
La commune de Écriennes s'étend sur une superficie de 636 hectares. Sur son territoire, l'altitude varie de 110 à 127 mètres. De manière générale, le nord de la commune est plus élevé, à l'opposé du sud de la commune, plus bas, occupé par plusieurs plans d'eau et traversé par le canal entre Champagne et Bourgogne et l'Orconté.
Par la route, Écriennes se situe à 41 km de Châlons-en-Champagne, préfecture de la Marne, à 21 km de Saint-Dizier, principale ville de la Haute-Marne, à 9 km de Vitry-le-François, sa sous-préfecture de rattachement, et à 26 km de Sermaize-les-Bains, bureau centralisateur du canton de Sermaize-les-Bains dont dépend Écriennes depuis 2015. La commune fait en outre partie du bassin de vie de Vitry-le-François.
Écriennes est limitrophe de 5 communes :
|                      | Vauclerc              | Favresse             |
| Luxémont-et-Villotte | Écriennes             | Thiéblemont-Farémont |
|                      | Matignicourt-Goncourt |                      |

### Hydrographie
La commune est dans la région hydrographique « la Seine de sa source au confluent de l'Oise (exclu) » au sein du bassin Seine-Normandie. Elle est drainée par le canal de la Marne à la Saône, l'Orconté et le Fossé des Noues,.
Le canal de la Marne à la Saône (canal entre Champagne et Bourgogne) est un canal à bief de partage au gabarit Freycinet, d'une longueur de 160 km reliant les vallées de la Marne et de la Saône, géré par les Voies navigables de France. 
L'Orconté, d'une longueur de 31 km, prend sa source dans la commune de Trois-Fontaines-l'Abbaye et se jette dans la Marne à Frignicourt, après avoir traversé onze communes. 
Cinq plans d'eau complètent le réseau hydrographique : Ferme de l'Auberge (1,6 ha), la ballastière 1 des Entelles (2,5 ha), la ballastière 2 des Entelles (10,1 ha), le Fossé Saint-Hilaire, d'une superficie totale de 3,1 ha (0 ha sur la commune) et le lac d'Arcy (3,8 ha),.

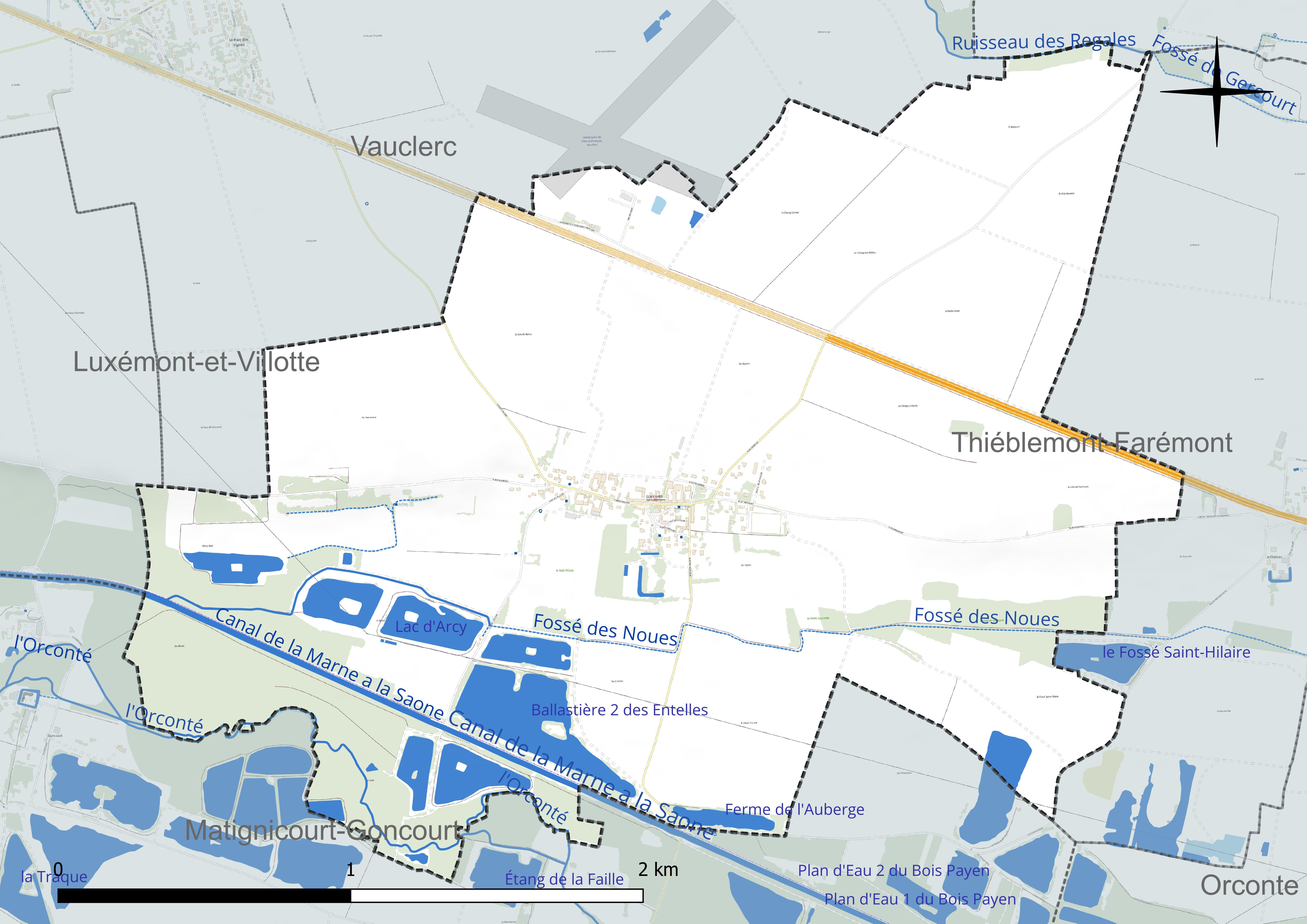
Réseau hydrographique d'Écriennes.

### Climat
Pour des articles plus généraux, voir Climat du Grand Est et Climat de la Marne.
En 2010, le climat de la commune est de type climat océanique dégradé des plaines du Centre et du Nord, selon une étude du Centre national de la recherche scientifique s'appuyant sur une série de données couvrant la période 1971-2000. En 2020, Météo-France publie une typologie des climats de la France métropolitaine dans laquelle la commune est exposée à un climat océanique altéré et est dans la région climatique  Nord-est du bassin Parisien, caractérisée par un ensoleillement médiocre, une pluviométrie moyenne régulièrement répartie au cours de l’année et un hiver froid (3 °C). 
Pour la période 1971-2000, la température annuelle moyenne est de 10,6 °C, avec une amplitude thermique annuelle de 16 °C. Le cumul annuel moyen de précipitations est de 780 mm, avec 12,1 jours de précipitations en janvier et 8,6 jours en juillet. Pour la période 1991-2020, la température moyenne annuelle observée sur la station météorologique de Météo-France la plus proche, « Frignicourt », sur la commune de Frignicourt à 7 km à vol d'oiseau, est de 11,5 °C et le cumul annuel moyen de précipitations est de 694,6 mm. 
La température maximale relevée sur cette station est de 41,7 °C, atteinte le 25 juillet 2019 ; la température minimale est de −22 °C, atteinte le 9 janvier 1985,,. 
Les paramètres climatiques de la commune ont été estimés pour le milieu du siècle (2041-2070) selon différents scénarios d'émission de gaz à effet de serre à partir des nouvelles projections climatiques de référence DRIAS-2020. Ils sont consultables sur un site dédié publié par Météo-France en novembre 2022.

## Urbanisme

### Typologie
Au 1er janvier 2024, Écriennes est catégorisée commune rurale à habitat dispersé, selon la nouvelle grille communale de densité à sept niveaux définie par l'Insee en 2022.
Elle est située hors unité urbaine. Par ailleurs la commune fait partie de l'aire d'attraction de Vitry-le-François, dont elle est une commune de la couronne,. Cette aire, qui regroupe 73 communes, est catégorisée dans les aires de moins de 50 000 habitants,.

### Occupation des sols
L'occupation des sols de la commune, telle qu'elle ressort de la base de données européenne d’occupation biophysique des sols Corine Land Cover (CLC), est marquée par l'importance des territoires agricoles (75 % en 2018), en diminution par rapport à 1990 (77,6 %). La répartition détaillée en 2018 est la suivante : 
terres arables (71,5 %), forêts (11,7 %), eaux continentales (7,3 %), zones urbanisées (4 %), zones agricoles hétérogènes (3,5 %), zones industrielles ou commerciales et réseaux de communication (2 %). L'évolution de l’occupation des sols de la commune et de ses infrastructures peut être observée sur les différentes représentations cartographiques du territoire : la carte de Cassini (XVIIIe siècle), la carte d'état-major (1820-1866) et les cartes ou photos aériennes de l'IGN pour la période actuelle (1950 à aujourd'hui).

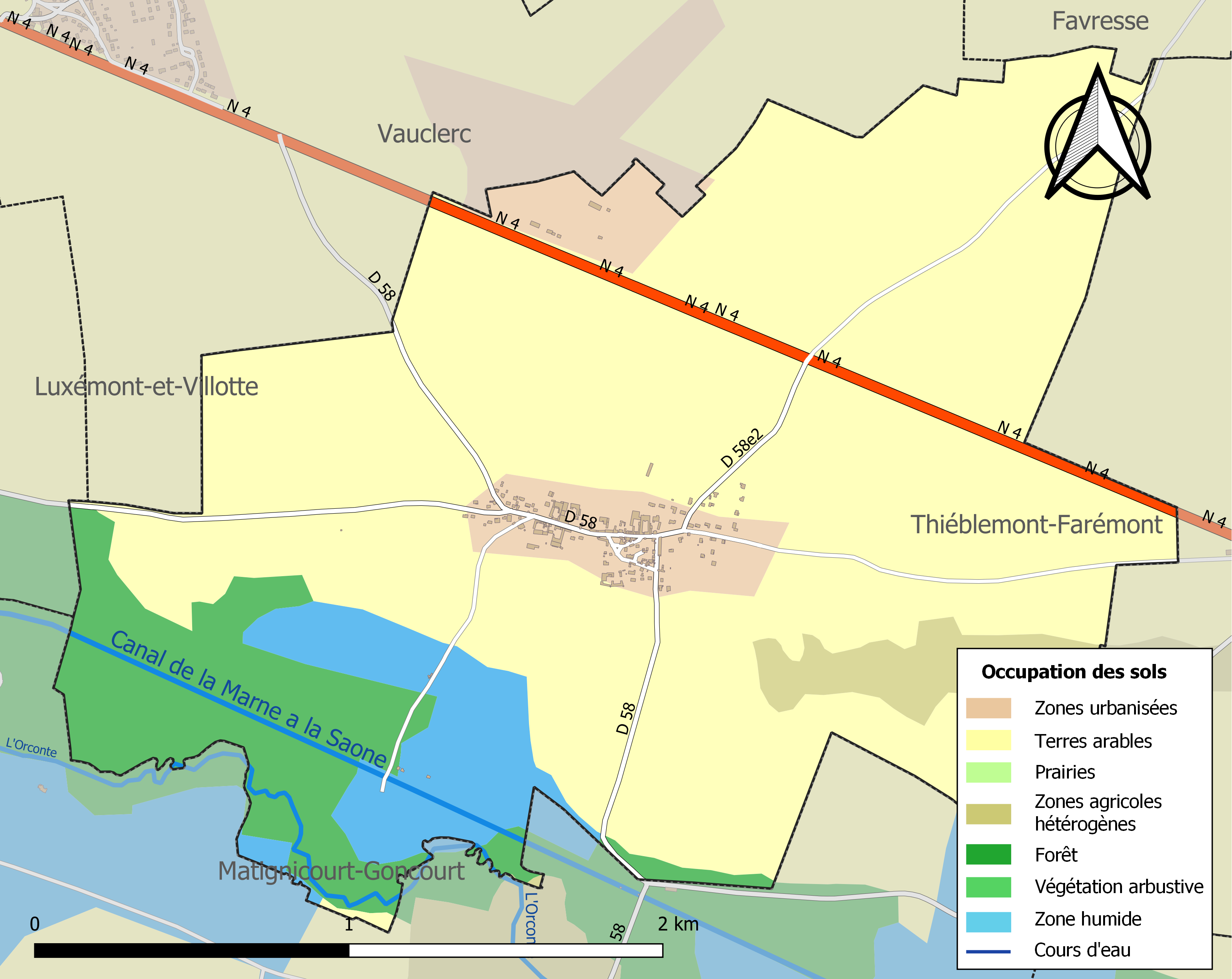
Carte des infrastructures et de l'occupation des sols de la commune en 2018 (CLC).

## Toponymie
Le nom de la localité est attesté sous les formes Escrienes (1213) ; Escrinæ (1227) ; Escrenes (vers 1252) ; Escriengnes (1380) ; Escriniæ (1405) ; Escrienne[e]s (1410) ; Escryennes-lez-Victry-en-Partois (1503) ; Escreniæ (1542) ; Escrienne (1571) ; Écrienne (1739) ; Écriennes (1755).

Pluriel de l'oïl escraine, écrienne « hutte, chaumière, lieu de la veillée », écrennes ou escrennes désignaient en vieux français des masures ou même caves servant en général d'atelier, cabanes à fond excavé utilisées depuis l'époque mérovingienne et au cours du haut Moyen Âge pour le filage et le tissage de la laine.
Homonymie avec Les Écrennes (Seine-et-Marne) et Écrosnes (Eure-et-Loir).

## Politique et administration

### Rattachements administratifs et électoraux
Rattachements administratifs
La commune se trouve  dans l'arrondissement de Vitry-le-François du département de la Marne.
Elle faisait partie depuis 1793 du canton de Thiéblemont-Farémont. Dans le cadre du redécoupage cantonal de 2014 en France, cette circonscription administrative territoriale a disparu, et le canton n'est plus qu'une circonscription électorale.
Rattachements électoraux
Pour les élections départementales, la commune fait partie depuis 2014 du canton de Sermaize-les-Bains
Pour l'élection des députés, elle fait partie de la cinquième circonscription de la Marne.

### Intercommunalité
La commune, antérieurement membre de la communauté de communes Marne et Orconte, est membre, depuis le 1er janvier 2014, de la communauté de communes Perthois-Bocage et Der.
En effet, conformément aux prévisions du schéma départemental de coopération intercommunale (SDCI) de la Marne du 15 décembre 2011, trois petites communautés de communes préexistantes :  
- la  communauté de communes du Bocage Champenois ;
- la communauté de communes Marne et Orconte ;
- la communauté de communes du Perthois  ;
ont fusionné pour créer la nouvelle communauté de communes Perthois-Bocage et Der, à laquelle se sont également jointes une commune détachée de la  communauté de communes de Val de Bruxenelle (Favresse) et la commune isolée de Gigny-Bussy.

### Liste des maires
| Période                                  | Période    | Identité           | Étiquette | Qualité                                                                                         |
| ---------------------------------------- | ---------- | ------------------ | --------- | ----------------------------------------------------------------------------------------------- |
| Les données manquantes sont à compléter. |            |                    |           |                                                                                                 |
| avant 1877                               | après 1879 | Martin             |           |                                                                                                 |
| Les données manquantes sont à compléter. |            |                    |           |                                                                                                 |
| juin 1995                                | mai 2020   | Michel Delaunay    |           | retraité de l'aéronautique Mort de la Covid 19 alors qu'il était candidat à un cinquième mandat |
| mai 2020                                 | En cours   | Jean-Marc Bonnefoi |           |                                                                                                 |

## Équipements et services publics

### Eau et déchets
Le service public des déchets est assuré par le Syndicat mixte du Sud-Est Marnais (SYMSEM), qui a mis en place une redevance incitative. La collecte des ordures ménagères résiduelles (en bacs noirs pucés ou en sacs rouges prépayés) et des emballages ménagers recyclables (en sacs jaunes) est réalisée en porte à porte. Le SYMSEM adhérant au syndicat de valorisation des ordures ménagères de la Marne (SYVALOM), ces déchets sont amenés en centre de transfert à Sainte-Menehould ou Vitry-en-Perthois, puis valorisés sur le site de La Veuve. La collecte du verre se fait en apport volontaire, avant transformation dans une usine de Reims. Pour les déchets volumineux ou dangereux, le SYMSEM met à disposition de ses habitants une plateforme de déchets verts et gravats, à Saint-Amand-sur-Fion, ainsi que 12 déchèteries, à Arrigny, Courtisols, Givry-en-Argonne, Mairy-sur-Marne, Pargny-sur-Saulx, Pogny, Sainte-Menehould, Thiéblemont-Farémont, Valmy, Vanault-les-Dames, Villers-en-Argonne et Ville-sur-Tourbe.

## Démographie
L'évolution du nombre d'habitants est connue à travers les recensements de la population effectués dans la commune depuis 1793. Pour les communes de moins de 10 000 habitants, une enquête de recensement portant sur toute la population est réalisée tous les cinq ans, les populations de référence des années intermédiaires étant quant à elles estimées par interpolation ou extrapolation. Pour la commune, le premier recensement exhaustif entrant dans le cadre du nouveau dispositif a été réalisé en 2006.

En 2022, la commune comptait 166 habitants, en évolution de −2,35 % par rapport à 2016 (Marne : −1,19 %, France hors Mayotte : +2,11 %).
| 1793 | 1800 | 1806 | 1821 | 1831 | 1836 | 1841 | 1846 | 1851 |
| ---- | ---- | ---- | ---- | ---- | ---- | ---- | ---- | ---- |
| 207  | 223  | 173  | 212  | 231  | 250  | 257  | 260  | 262  |

| 1856 | 1861 | 1866 | 1872 | 1876 | 1881 | 1886 | 1891 | 1896 |
| ---- | ---- | ---- | ---- | ---- | ---- | ---- | ---- | ---- |
| 254  | 254  | 232  | 218  | 218  | 212  | 184  | 184  | 163  |

| 1901 | 1906 | 1911 | 1921 | 1926 | 1931 | 1936 | 1946 | 1954 |
| ---- | ---- | ---- | ---- | ---- | ---- | ---- | ---- | ---- |
| 174  | 172  | 151  | 133  | 130  | 132  | 123  | 121  | 138  |

| 1962 | 1968 | 1975 | 1982 | 1990 | 1999 | 2006 | 2011 | 2016 |
| ---- | ---- | ---- | ---- | ---- | ---- | ---- | ---- | ---- |
| 136  | 136  | 133  | 157  | 151  | 142  | 144  | 166  | 170  |

| 2021 | 2022 | - | - | - | - | - | - | - |
| ---- | ---- | - | - | - | - | - | - | - |
| 167  | 166  | - | - | - | - | - | - | - |

## Culture locale et patrimoine

### Héraldique
| Blason de Écriennes | Blason  | Écartelé : Écartelé : au premier et au quatrième de gueules à une croix tréflée d'argent, au deuxième et au troisième d'azur à une tour carrée d'argent maçonnée de sable ; au sautoir dentelé d'or brochant sur le tout. |
| Blason de Écriennes | Détails | Le statut officiel du blason reste à déterminer. |

## Sources